# Valdemarsvik (gemeente)
Valdemarsvik is een Zweedse gemeente in Östergötland. De gemeente behoort tot de provincie Östergötlands län. Ze heeft een totale oppervlakte van 2059,6 km² en telde 8159 inwoners in 2004.

## Plaatsen
- Valdemarsvik (plaats)
- Gusum
- Ringarum
- Gryt